# Стефан Стамболово
Стѐфан Стамболо̀во е село в Северна България, община Полски Тръмбеш, област Велико Търново.

## География
Стефан Стамболово се намира в средната част на Дунавската хълмиста равнина, на около 12 km на юг-югозапад от град Полски Тръмбеш и 22 km на север-северозапад от град Велико Търново. През селото минава – в границите му като негова главна улица – третокласният Републикански път III-504, който на юг води през Ресен към Самоводене, а на север – към село Обединение. На североизток общински път свързва Стефан Стамболово със село Полски Сеновец и през него – с първокласния републикански път I-5, който е част от Европейски транспортен коридор Е85.
Климатът е умереноконтинентален.
Населението на село Стефан Стамболово, наброявало 1535 души към 1934 г. и 1595 към 1946 г., намалява бързо до 428 към 1985 г. и по-бавно – до 232 към 2018 г.
При преброяването на населението към 1 февруари 2011 г., от обща численост 194 лица, за 174 лица е посочена принадлежност към „българска“ етническа група, за 10 – към „турска“, за останалите – не се самоопределят или не е даден отговор.

## История
Селото е създадено вероятно преди 1650 г., оттогава са първите данни за поселение в тази местност. След Освобождението в селото се заселват много българи от дряновския Балкан (Зая, Туркинча, Плачка, Марча, Длъгня, Гоздейка, Пушево, Беляковец, Ганчовец; Робови от с. Каломен; някои родове пазят спомена за своето предишно местоживеене във фамилията си – например Заевски са от село Зая, Гостилски са от село Гостиля).
Старото име на селото е Бедерлии. Преименувано е с указ № 283 от 3 юни 1893 г. на Стефан Стамболово, през 1951 г. получава наименованието Градѝнчица, Градина е от 1952 г. и отново Стефан Стамболово – от 1995 г..
През 1934 г. селското общинско управление се присъединява като кметско наместничество към община Полски Сеновец, от 1941 г. е отново самостоятелно.
Стефан Стамболово към 2019 г. е център на кметство Стефан Стамболово.
Село Стефан Стамболово отново се преименува на Градина, след местен референдум, проведен през май.2025-та година.

## Население
Преброяване на населението през 2011 г.
Численост и дял на етническите групи според преброяването на населението през 2011 г.:
|                     | Численост | Дял (в %) |
| Общо                | 194       | 100,00    |
| Българи             | 174       | 89,69     |
| Турци               | 10        | 5,15      |
| Цигани              | 0         | 0,00      |
| Други               | 0         | 0,00      |
| Не се самоопределят | 0         | 0,00      |
| Неотговорили        | 7         | 3,60      |

## Религии
В селото живеят и християни, и мюсюлмани. Патрон на църквата е свети Йоан Рилски. На неговия ден е сборът (съборът) на селото. По традиция се прави курбан (за да се запазят лозята от градушка). Някога ритуалът се е извършвал на могилата над селото, където са били лозята, сега е преместен в двора на църквата на празника Св. Дух.

## Обществени институции

### Училище
През есента на 1878 г. е построено първото училище, но то е било в края на селото (където впоследствие е къщата на Недю Косев) и по-късно е преместено в къщата на Иван Бояджиев. След година част от децата учат в хана, където впоследствие е къщата на Йордан Петров. Първото частно училище състоящо се от две стаи и маза е служило и за църква. Пръв учител в селото е бил Никола Ангелов от с. Кантарджии, Дряновско (после преселил се в с. Обединение). През 1882 г. учител става Иван Шипченски от с. Шипка, Габровско, а след него Стефан Кротев от колибите Крота, Дряновско. След тях идват Герасим Ракаджиев (дякон от Килифаревския манастир), Рашко Робов от с. Каломен, Дряновско, Иван Илиев Попов от с. Беляковец, Търновско, Иван Бидерлийски от с. Куцина, Търновско, даскал Никифор от с. Цинга и други. 
Следващото училище е довършено през 1890 г., изградено е с 6500 лв. дарение от населението и 3500 лв. заем от земеделската каса – БЗБ (там от 1896 г. се помещава читалище „Самообразование“). Състояло се е от 3 класни стаи и една за учителите. Около 1908/1909 г. една от класните стаи се прегражда на две и по този начин всяко отделение има отделно помещение. През 1921/1922 г. се открива прогимназия, която до 1924/1925 г. е напълно развита. До 1928 г. се помещава в зданието на общинското управление и частни къщи, защото построените класни стаи не стигат. Това налага през 1927 и 1928 г. да бъде построено ново училище. Зданието е построено със средства на училищния бюджет, приходите са изкарвани от училищни имоти. Състои се от 7 класни стаи, две канцеларии, една стая за прислугата, една за помагалата и два просторни коридора – по един на етаж, свързани с удобни каменни стъпала. Училищният двор е ограден с масивна желязна ограда. Учители, които са работили в него, са Райна Г. Пиперова от гр. Велико Търново, Димитър Ив. Добревски от с. Беляковец, Великотърновско, Веса Добревска от гр. Шумен, Борис Калев Петков, Кръстинка Колева и други, както и местни – Обрешко Пендашев, Цанко Недев Цанков, Мара Цанкова Цанкова.
Мито Цонев Заевски е директор на училището от кредата на 50-те години на XX Век.

### Читалище
Читалището в селото е основано през 1896 г. от група учители с дарение на лични книги – Райна Пиперова, Димитър Иванов Добревски, Веса Добрева, Борис Калев, Обрешко Пендашев и Петър К. Пендашев.

## Културни и природни забележителности
Селото има архитектура, напомняща много стила на Арбанаси (къщи на два етажа с големи дворове, повечето огради и първи етажи на къщите са от характерния за района бял камък) както и многото чешми в селото. Най-добре е поддържана чешмата в центъра на селото.

## Редовни събития
В селцето, се събират вечер на дюкяна, особено когато по-младите хора от населението са в селото. Продължават историята с така наречените вечеринки до сутринта по площада и пазенето на младите моми от хората от останалите села в окръга. Известни са и много хора от селото с това, че се занимават предимно със земеделие и скотовъдство. Отглеждат се едни от най-расовите коне за езда „Шагия“ и породи за впряг „Дунавски“. В селото се събират пенсионерите на чаршията и нищят политиката. Едно от най-дългите и продължителни хора̀ са се водили в центъра на селото по време на разцвета му през 1887, тази традиция се спазва и до днес.

## Други
Навремето се е смятало, че Бедерлии означава нещо като „огрята вода при пълнолуние“, или по-скоро, когато изгреела луната и всички чешми в селото засиявали. Това е прието като някакво поверие. В старо време българите смятали всеки извор за свещен. Има легенда, която разказва че малко след Освобождението, на една от чешмите в центъра на селото се е проляла много кръв, заради една мома и се смята, че там водата е най-хубава и „свещена“ при пълнолуние. По времето, когато селото се е казвало Бидерлий, след Освобождението, започнали да го заграбват, промъквали се нощем от другите земи покрай селото. Крадели са добитък и дърва. Открита е една тракийска чешма в една от горите край селото. Селото има библиотека и парк. Училището вече не функционира.
Земите там са много хубави и плодородни, не само заради климата, но и заради доброто разположение на селцето. Голяма част от населението напуснало селището.
По думите на възрастните хора, през селото са преминали руски конници. Предводителят им е бил на бял кон – Генерал Гурко. По земите има следи от времето на разцвета на римския център Никополис ад Иструм.

## Индустрия
В Стефан Стамболово се намира цех за производство на пластмасови изделия.

## Личности от Стефан Стамболово
- Петър Пенчев (инженер) – вторият ректор на ВМЕИ-Варна (днес Технически университет Варна)
- Пенчо Бояджиев – бивш кмет на Полски Тръмбеш, ръководител от ОТКЗС „Георги Димитров“ – Полски Сеновец
- Милко Божков - художник с особени заслуги в българския културен живот